# أندرو ماكدونالد (لاعب اتحاد الرغبي)
أندرو ماكدونالد (بالإنجليزية: Andrew MacDonald)‏ هو لاعب اتحاد الرغبي بريطاني، ولد في 17 يناير 1966 في نارين ‏ في المملكة المتحدة.